# Франк, Жозеф
Жозеф Франк (фр. Joseph Franque; 11 августа 1774, Бюи-ле-Баронни, Дофине, Королевство Франция — 14 ноября 1833, Неаполь, Королевство обеих Сицилий) — французский и итальянский художник-портретист. Брат-близнец Жана-Пьера Франка. 

## Биография
Родился в 1774 в Бюи-ле-Баронни — городке с несколькими сотнями жителей (в XVIII столетии; современное население — около двух тысяч трёхсот человек) во французской провинции Дофине в простой семье. Брат-близнец Жана-Пьера Франка. Оба брата решили посвятить себя живописи и уехали из родного города в Париж, где в годы Великой французской революции были среди учеников Жака-Луи Давида.
Около 1812 года Жозеф Франк, по приглашению Элизы Бонапарт, сестры Наполеона, переехал в полученное ей от брата суверенное (де-юре) Великое герцогство Тосканское, где работал при дворе герцогини Элизы и её мужа Феликса Бачиокки, портреты которых создал. В те же годы Франк являлся профессором живописи в Академии изящных искусств города Каррары во владениях Элизы.
После падения наполеоновской империи Франк уехал в Неаполь, где со временем стал директором местной Академии изящных искусств. Франк скончался в Неаполе в 1833 году. Сегодня его работы хранятся в Версале, Мальмезоне, музеях изящных искусств Гренобля, Бордо и Филадельфии, а также в картинной галерее при Академии изящных искусств Неаполя, директором которой он состоял.

## Галерея

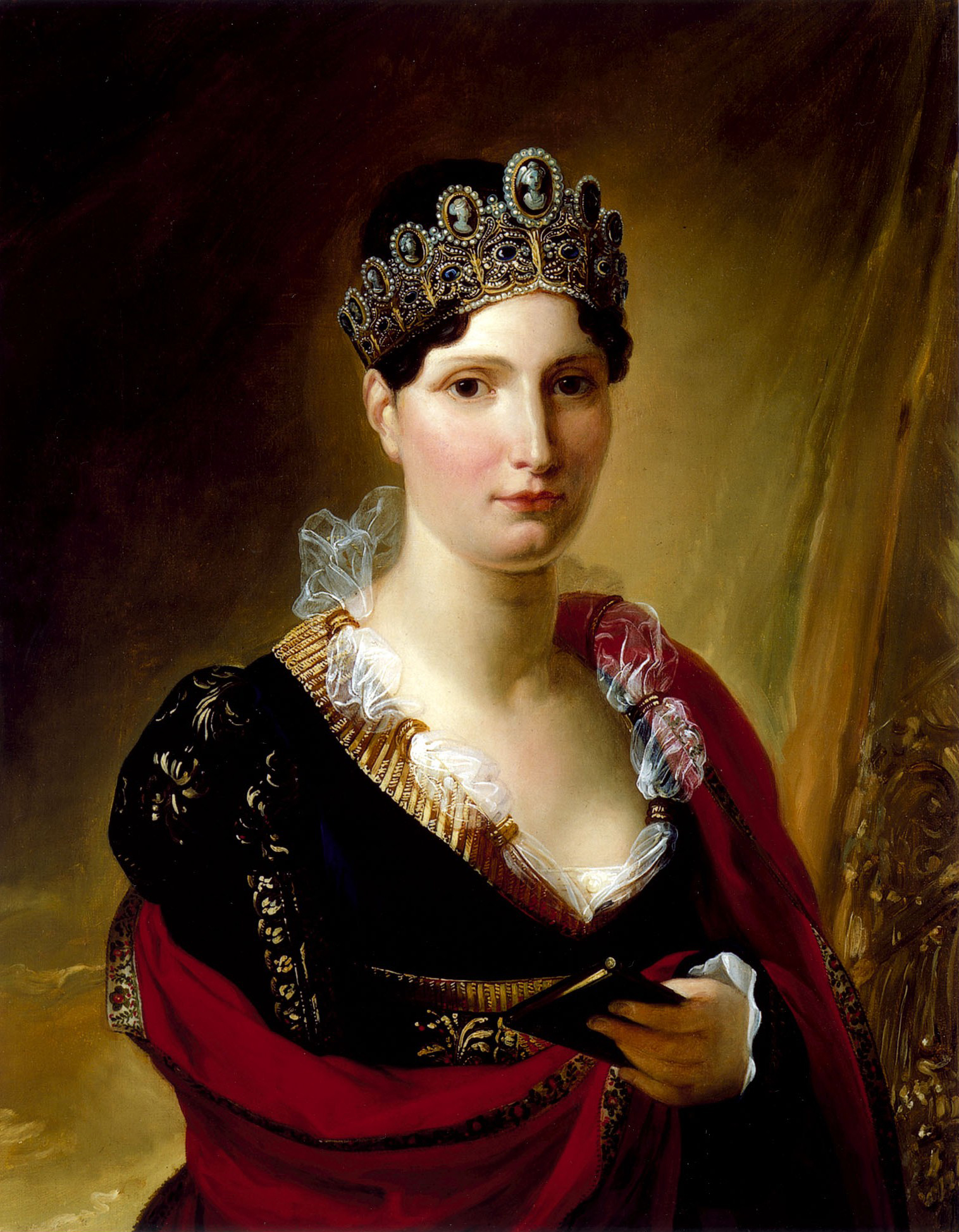
Портрет Элизы Бонапарт.
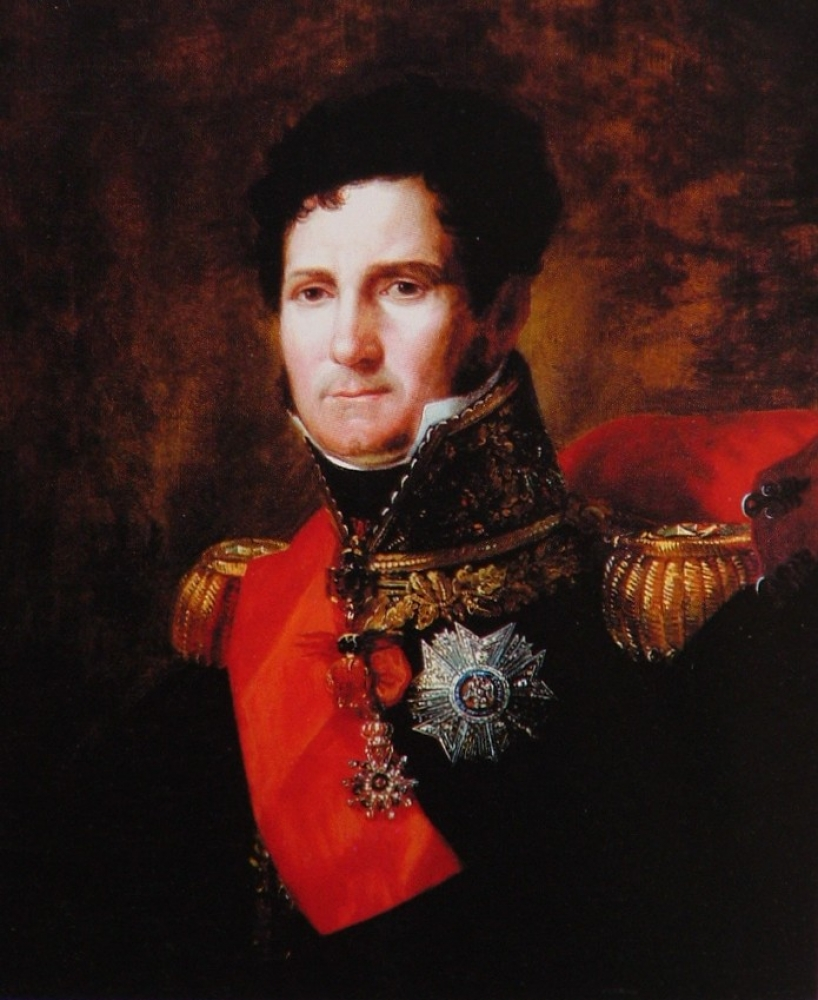
Портрет Феликса Бачиокки.
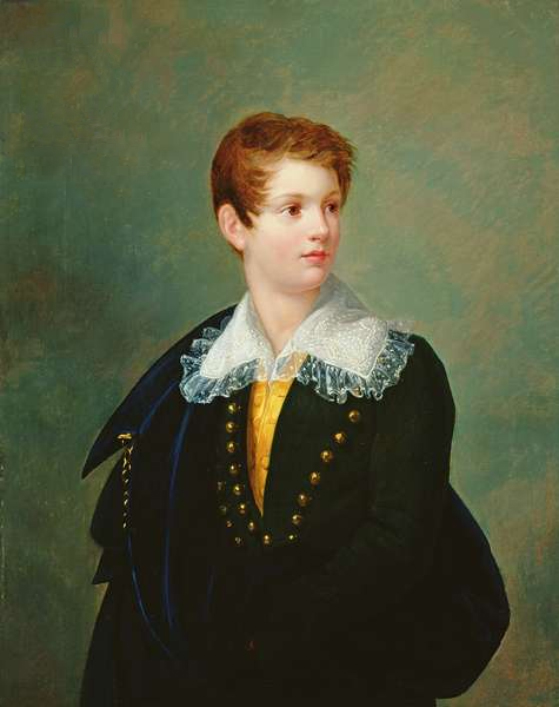
Портрет Фредерика-Наполеона Баччиоки. Библиотека Мармоттан, Булонь-Бийанкур.
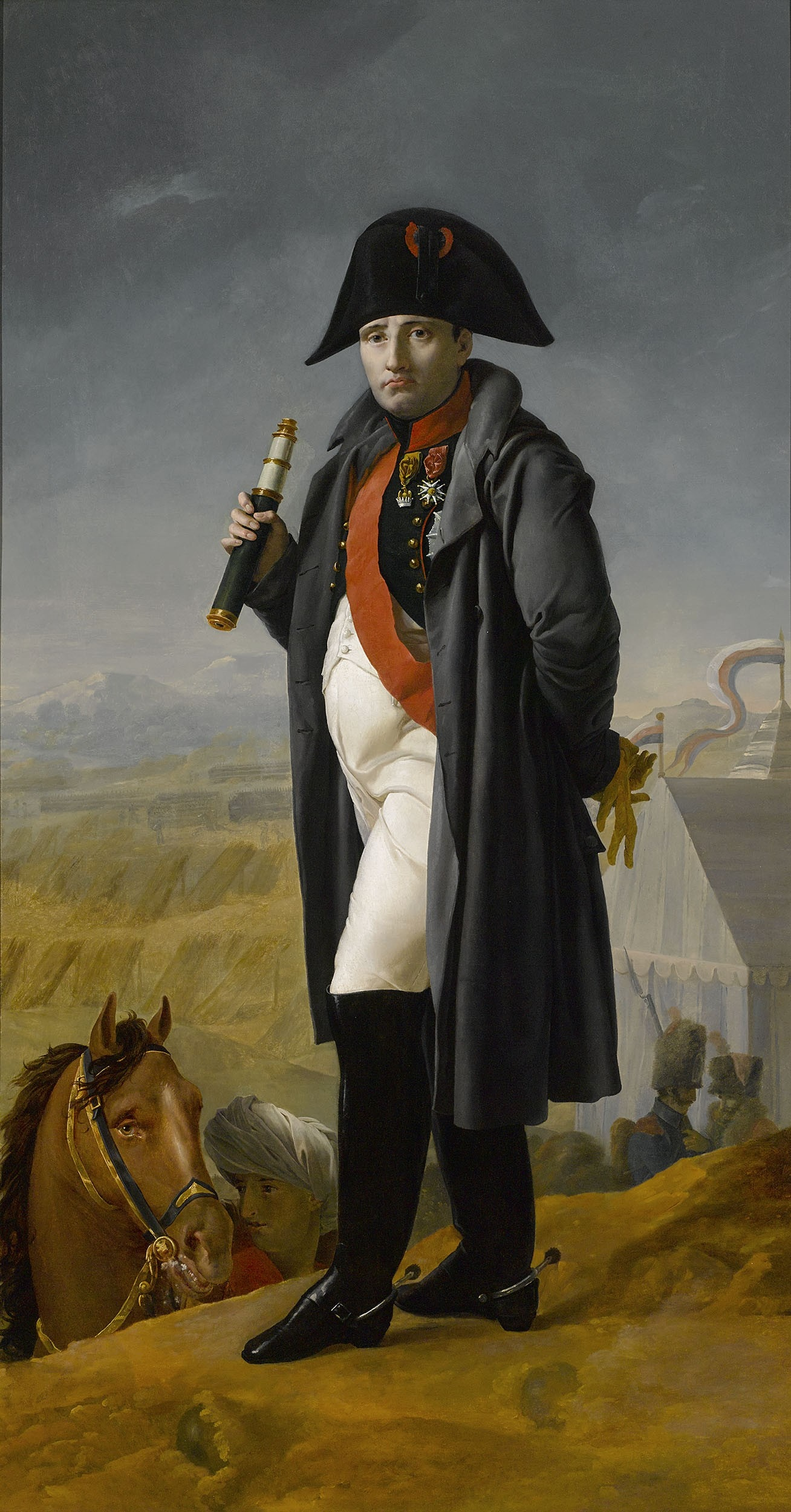
Портрет Наполеона Бонапарта в Испании, частное собрание.
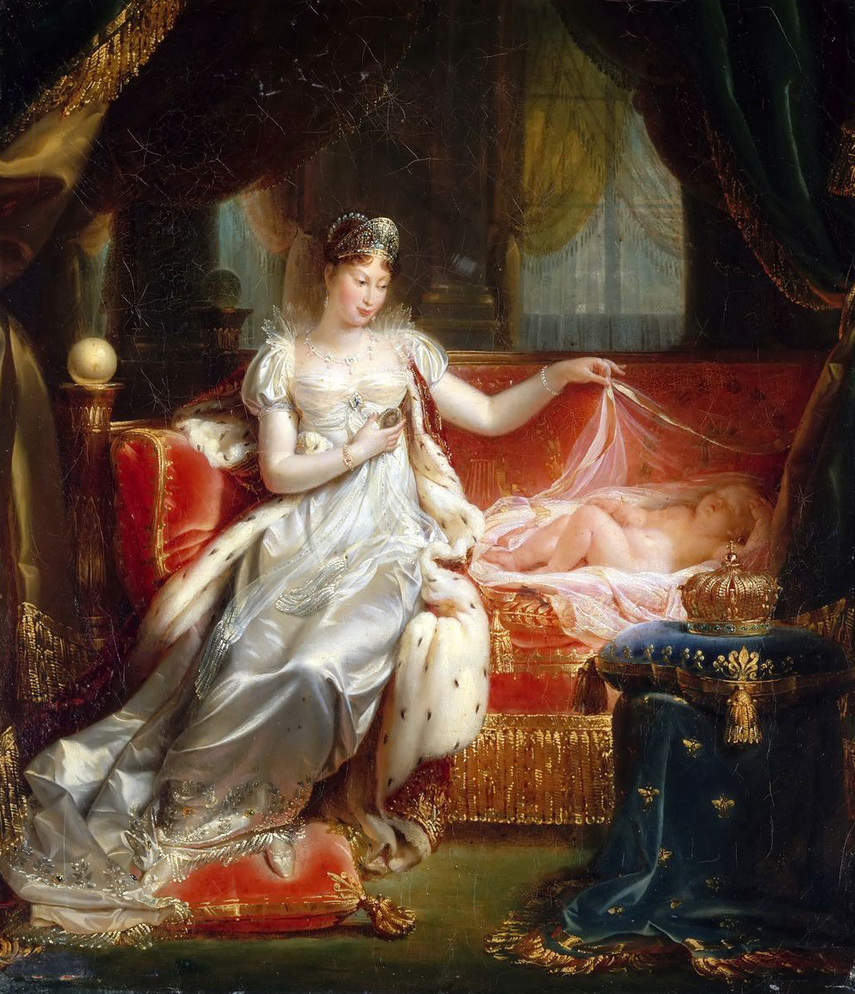
Портрет императрицы Марии-Луизы с Наполеоном II, Версаль.